# Delosperma neethlingiae
Delosperma neethlingiae är en isörtsväxtart som först beskrevs av L. Bol., och fick sitt nu gällande namn av Schwant.. Delosperma neethlingiae ingår i släktet Delosperma, och familjen isörtsväxter. Inga underarter finns listade i Catalogue of Life.